# 北溫哥華區
北溫哥華區（英文：District of North Vancouver）是加拿大卑詩省大溫哥華地區的一個區域市鎮，是大溫地區的北岸城鎮之一，從三邊包圍著北溫市。

## 環境
北溫哥華區除了較為城市化的北溫市外，其近郊亦有不少優美的自然環境，例如不同的郊野公園，包括卡皮拉諾吊橋公園、林恩峽谷公園及喬佛里湖省立公園。

## 外部連結
- 北溫區官方網站
- Seymour山（页面存档备份，存于）

1. ↑  . 置業地產. 2021年11月12日  [2021年11月12日]. （原始内容存档于2021年11月29日）.